# 信野将人
信野 将人（しんの まさと、1974年3月16日- ）は、日本の元ラグビー選手。

## プロフィール
- 東京都出身。
- 現役時代のポジションはスタンドオフ（SO）。

## 来歴
早大ラグビー部出身の父の影響を受け、国学院久我山高校を経て明治大学に進む。
明大ラグビー部では1年生から正スタンドオフとして試合に出場し、4年生となった1995年には主将を務めた。在学中に大学選手権で2度優勝（1993年、1995年）している。
卒業後はリコーに入社してラグビーを続け、2006年に現役引退、2012年に退社した。
2012年8月7日、タクシーの運転手を殴り、タクシーを奪ったとして警視庁神田署に強盗容疑で逮捕されたが、誤認逮捕で不起訴処分となる。